# Balaklia
Balaklia (en ucraïnès Балаклія, en rus Бaлaклeя) és una ciutat de la província de Khàrkiv, a Ucraïna. El 2021 tenia 26.921 habitants. Fins al 18 de juliol de 2020, Balaklia era el centre administratiu del districte homònim, però aquest districte quedà abolit el juliol del 2020 com a part de la reforma administrativa d'Ucraïna, que va reduir el nombre de districtes de la província de Khàrkiv a només set. L'àrea de Balaklia quedà integrada dins el districte d'Izium.